# Zu heiß zum Anfassen (1960)
Zu heiß zum Anfassen (Originaltitel: Too Hot to Handle) ist ein britischer Kriminalfilm von Terence Young aus dem Jahr 1960 mit Jayne Mansfield, Karlheinz Böhm und Leo Genn in den Hauptrollen. In der Bundesrepublik Deutschland wurde der Film ab dem 16. April 1960 in den Kinos gezeigt.

## Handlung
Der aufstrebende deutsche Reporter Robert Ackermann möchte für die Frankfurter Zeitung über das Londoner Nachtleben berichten. Hierfür nimmt er den Kontakt mit dem Besitzer des Pink Flamingo Johnny Solo auf. Solo gestattet Ackermann Einblicke in seinen Nachtclub. Der Pink Flamingo wird von dem Manager Novak und Solos Freundin Midnight, die für die Tänzerinnen und entsprechenden Revueeinlagen zuständig ist, geleitet. Ackermann erhält Einblicke in die Geschäftspraktiken des Clubs und lernt die neue Tänzerin Lilliane kennen.
Solos Konkurrent Diamonds Dielli, Besitzer des benachbarten Horseshoe, warnt in einem vertraulichen Gespräch mit Solo vor Erpressern. Er zeigt Solo ein an ihn gerichtetes Telegramm mit entsprechendem Inhalt und bietet ihm an, aus Sicherheitsgründen zu fusionieren. Solo lehnt dankend ab. Erst als Solo ebenfalls einen Erpresserbrief mit der Forderung einer Schutzgeldzahlung in Höhe von 500 Pfund vorfindet, kontaktiert er Diamonds und bittet um Unterstützung. Trotz der Überwachung durch Solo, Diamonds und Novak gelingt es dem Erpresser, als Priester verkleidet Midnight die Tasche mit dem Geld am vereinbarten Übergabepunkt zu entwenden und zu fliehen. Der verkleidete Priester entpuppt sich, ebenso wie Novak als Handlanger von Dielli, das vermeintliche Geld allerdings als Bilder von Midnight. Daraufhin lässt Diamonds Solo nach Feierabend in seinem Club überfallen, zusammenschlagen und die Einrichtung demolieren. Johnny gibt allerdings nicht auf, sondern lässt den Club notdürftig herrichten.
Schließlich wird Solo klar, das Diamonds hinter der Sache stecken muss, da das Horseshoe bisher nicht überfallen wurde. Er konfrontiert Diamonds mit seiner Vermutung und schlägt ihn eigenhändig zusammen. Anschließend unterrichtet er Novak von der Tatsache, dass er nun Vorbereitungen treffen würde, sollten erneut Schläger im Club auftauchen. Novak warnt Diamonds in einem Telefonat über die getroffenen Schutzmaßnahmen, bemerkt aber zu spät, dass der Lautsprecher in der Umkleidekabine der Tänzerinnen aktiviert war. Dadurch haben Midnight und Lilliane das Gespräch mit angehört.
Als Midnight Solo von dem Inhalt des Anrufs berichtet, ruft dieser Novak an und bittet ihn zu kommen. Vorher taucht allerdings die Polizei im Flamingo auf. Der Investor des Clubs und Dauergast Armelini hat eine der Tänzerinnen erwürgt, als sich diese geweigert habe ihm gefügig zu sein. Eine besondere Brisanz bekommt der Fall dadurch, dass das Mädchen erst fünfzehn war. Ackermann, Lilliane und Midnight sagen gegenüber der Polizei aus, dass Solo die Treffen mit Armelini arrangiert hat. Den mittlerweile eingetroffenen Novak beschuldigt Solo als Mitwisser. Solo und Novak werden verhaftet, Ackermann und Lilliane verlassen Soho als Paar.

## Rezeption
Der Filmdienst betitelte den Film als „dürftige Kriminalgeschichte“ und vermisste die späteren Talente Terence Youngs.

## Synchronisation
Die deutschsprachige Synchronisation wurde nach dem Dialogbuch und der Dialogregie von Manfred R. Köhler beim Aventin Film-Studio, München durchgeführt.
| Rolle             | Schauspieler     | Synchronsprecher |
| ----------------- | ---------------- | ---------------- |
| Mr. Armelini      | Martin Boddey    | Hans Wiegner     |
| Johnny Solo       | Leo Genn         | Curt Ackermann   |
| Diamonds Dielli   | Sheldon Lawrence | Jan Hendriks     |
| Flash Gordon      | Tom Bowman       | Heinz Palm       |
| Cynthia           | Kai Fischer      | Kai Fischer      |
| Inspektor         | Patrick Holt     | Axel Monjé       |
| Lilliane Decker   | Danik Patisson   | Brigitte Grothum |
| Midnight Franklin | Jayne Mansfield  | Gisela Trowe     |
| Mouth             | Larry Taylor     | Benno Hoffmann   |
| Novak             | Christopher Lee  | Wolfgang Schwarz |
| Robert Ackermann  | Karlheinz Böhm   | Michael Cramer   |
| Redakteur         | Martin Sterndale | Helmuth Grube    |

## Sonstiges
Jayne Mansfield singt den Titelsong Too Hot to Handle sowie You Were Made For Me.
Für die deutsche Version wurde der Film um eine Tanzeinlage von Mansfield gekürzt. Diese Szene ist als Bonusmaterial auf der 2011 erschienenen DVD enthalten.